# Sundakatze
Die Sundakatze (Prionailurus javanensis) ist eine Katzenart, die auf Sumatra, Borneo, Java und auf den philippinischen Inseln Palawan, Negros, Cebu und Panay und möglicherweise auch auf der Malaiischen Halbinsel vorkommt. Mit Ausnahme der Population auf Palawan sind die Sundakatzen auf den anderen philippinischen Inseln eventuell erst vom Menschen eingeführt worden. Bei den farblich sehr variablen Katzen auf der Malaiischen Halbinsel könnte es sich um Hybriden mit der Bengalkatze (Prionailurus bengalensis) handeln.

## Merkmale

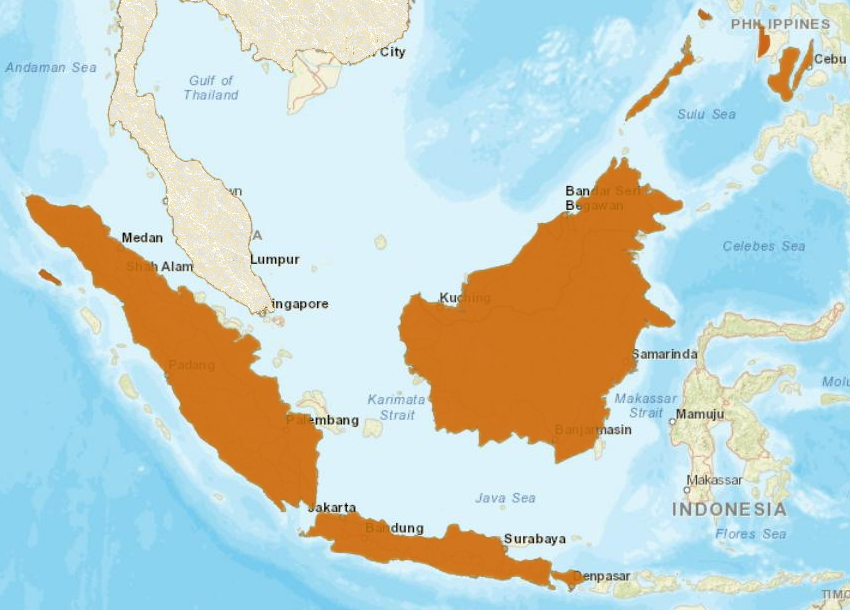
Das Verbreitungsgebiet der Sundakatze

Sundakatzen sind kleiner als die Bengalkatzen vom asiatischen Festland und erreichen nur ein Drittel bis die Hälfte des Gewichtes ihrer Verwandten. Körper und Gliedmaßen sind mit länglichen, dunkelbraunen oder schwarzen Flecken gemustert. Manchmal sind die Flecken auch klein und rundlich. Charakteristisch sind vier parallel verlaufende dunkle Längsstreifen im Nacken.
Heute werden zwei Unterarten anerkannt:
- Prionailurus javanensis javanensis (Desmarest, 1816) von Java und Bali, die eine braungraue Grundfärbung hat.
- Prionailurus javanensis sumatranus (Horsfield, 1821) von Sumatra, Borneo, Palawan, Negros, Cebu und Panay, die eine variable, gelbbraune, hell orangebraune, rehfarbene oder graugelbe Grundfärbung hat.

## Systematik
Die Sundakatze wurde erstmals im Jahr 1816 durch den französischen Zoologen Anselme Gaëtan Desmarest unter dem wissenschaftlichen Namen Felis javanensis beschrieben. Die gefleckten Kleinkatzen des malaiischen Archipels wurden jedoch später der Bengalkatze (Prionailurus bengalensis) zugeordnet. In einer im Jahr 2014 veröffentlichten Untersuchung über die Phylogeographie und Genetik einiger südostasiatischer Katzen kamen die Autoren jedoch zu dem Schluss, dass die Bengalkatzen des malaiischen Archipels sich genetisch deutlich von den Festlandspopulationen unterscheiden und näher mit der Fischkatze (Prionailurus viverrinus) verwandt sind als mit den Festlandspopulationen der Bengalkatze. Die festländischen und die Inselpopulationen der Bengalkatze sollen sich vor etwa 2 Millionen Jahren genetisch voneinander getrennt haben. In einer weiteren im Februar 2017 veröffentlichten Untersuchung wird der Befund bestätigt. Die Cat Specialist Group der IUCN trennte daher die Inselpopulationen der Bengalkatze in einer im Januar 2017 veröffentlichten Revision der Katzensystematik von den Festlandspopulationen als eigenständige Art ab und gab ihr die wissenschaftliche Bezeichnung Prionailurus javanensis.

## Lebensweise
Sundakatzen sind weitgehend nachtaktiv. Sie können gut klettern und sind in Ölpalm-Plantagen Sabahs auf der Jagd nach Nagetieren und Käfern bis zu 4 m über dem Boden lokalisiert worden. Im Tabin-Wildreservat Sabahs untersuchte Sundakatzen hatten 1,93 bis 3,8 km2 große Reviere. Die Reviere der Männchen sind größer und überlappen die eines oder mehrerer Weibchen. In der Trockenzeit streiften Männchen im Durchschnitt in einer Nacht 1,7 km weit, während Weibchen eine Durchschnittsstrecke von 1,27 km zurück legten. In der Regenzeit bewegen sich beide Geschlechter etwa einen Kilometer durch das Revier. Männchen bewegen sich schneller als die Weibchen und beide Geschlechter sind in der ersten Hälfte der Nacht aktiver als in der zweiten.